# Mind Game
Mind Game ("Tankelek", japanska: マインド・ゲーム, Maindo Gēmu) är en japansk animerad långfilm från 2004 i regi av Masaaki Yuasa. Handlingen följer Nishi, en ung man som hamnar i konflikt med ett kriminellt gäng och dras in i en intrig med övernaturliga inslag. Filmen bygger på Robin Nishis tecknade serie med samma namn. Den producerades av Studio 4°C och var Yuasas långfilmsdebut.
Filmen var inledningsvis ett kritikermisslyckande men har med tiden växt i uppskattning tack vare sin egensinniga stil, som blandar olika animationstekniker. Den har hyllats av regissörer som Satoshi Kon och Bill Plympton.